# حمام مهاجر
الحمام المهاجر أو الحمام المسافر أو حمامة الركاب أو الحمام البري (بالأنجليزية: passenger pigeon) (الاسم العلمي: Ectopistes migratorius) هو طائر كان موجوداً في أمريكا الشمالية حتى أوائل القرن العشرين عندما انقرضت بسبب الصيد وتدمير الموائل. وكان هذا النوع هو أكثر أنواع الحمام وفرةً على الأرض. عاش هذا النوع في أسراب ضخمة. وصفه أحدهم عام 1866 في جنوب أونتاريو ما رآه بأنه بعرض ميل، وطول 300 ميل، واستغرق 14 ساعة لتمرير نقطة واحدة بعدد مقدر يتجاوز 3.5 مليار طير في السرب. إن كان هذا الرقم دقيقاً، فإنها على الأرجح تمثل نسبة كبيرة من أعداده في ذلك الوقت. لاحظت البروفيسورة شابيرو وزملاؤها أن بعض أجزاء جينوم حمامة الركاب بها تنوع جيني عالٍ، مما يشير إلى أنهم عاشوا كمجموعة كبيرة من السكان لفترة طويلة.

## الوصف
يزن الحمام المهاجر ما بين 260 و 340 جرامًا. ويتميز بشكله الجميل والمميز, متعدد الألوان.

### الذكر
يتراوح طول الذكر البالغ ما بين 390 إلى 410 ملم. وقياس الجناح ما بين 196 و 215 ملم. والذيل من 175 إلى 210 ملم. والمنقار من 15 إلى 18 ملم. والطرسوس كان طوله من 26 إلى 28 مم. كان يتميز الذكر بمنقار أسود. تحيط عيناه حلقة قزحية حمراء قرمزية ومحاطة بحلقة ضيقة لونها أحمر أرجواني. ويتميز رأسه باللون الرمادي ويتميز مؤخر عنقه باللون الأزرق. كما كان الجزء السفلي من الحلق والثدي غنيًا باللون الوردي, ويتدرج إلى اللون الوردي الباهت إلى الأسفل وإلى الأبيض على البطن والريش الخفي السفلي. كما كان للأغلفة السفلية بعض البقع السوداء. كان على جانبي العنق والعباء العلوي ريش عرضي قزحي الألوان يوصف بألوان مختلة كاللون البرونزي اللامع أو اللون البنفسجي أو اللون الذهبي المخضر, يتغير لونه أعتمادًا على زاوية الضوء. كما يتميز الجزء العلوي من الظهر والأجنحة بلون رمادي باهت, ويتحول إلى لون بني رمادي في الجزء السفلي من الأجنحة. كما يتميز ريش الجناح بوجود عدد قليل من البقع السوداء غير المنتظمة بالقرب من النهاية. والجزء السفلي من الظهر والأرداف يتميز بلون أزرق داكن رمادي, ويتحوّل إلى لون بنّي رمادي على الريش المغطي للجزء العلوي من الذيل. كما يتميز ريش الذيل باللون الرمادي البني مع وجود بقية بيضاء. كما يتميز الذيل بنمط مميز حيث له حواف خارجية بيضاء مع بقع سوداء تظهر بشكل بارز أثناء الطيران. كانت أرجله ذات لون أحمر مرجاني لامع.

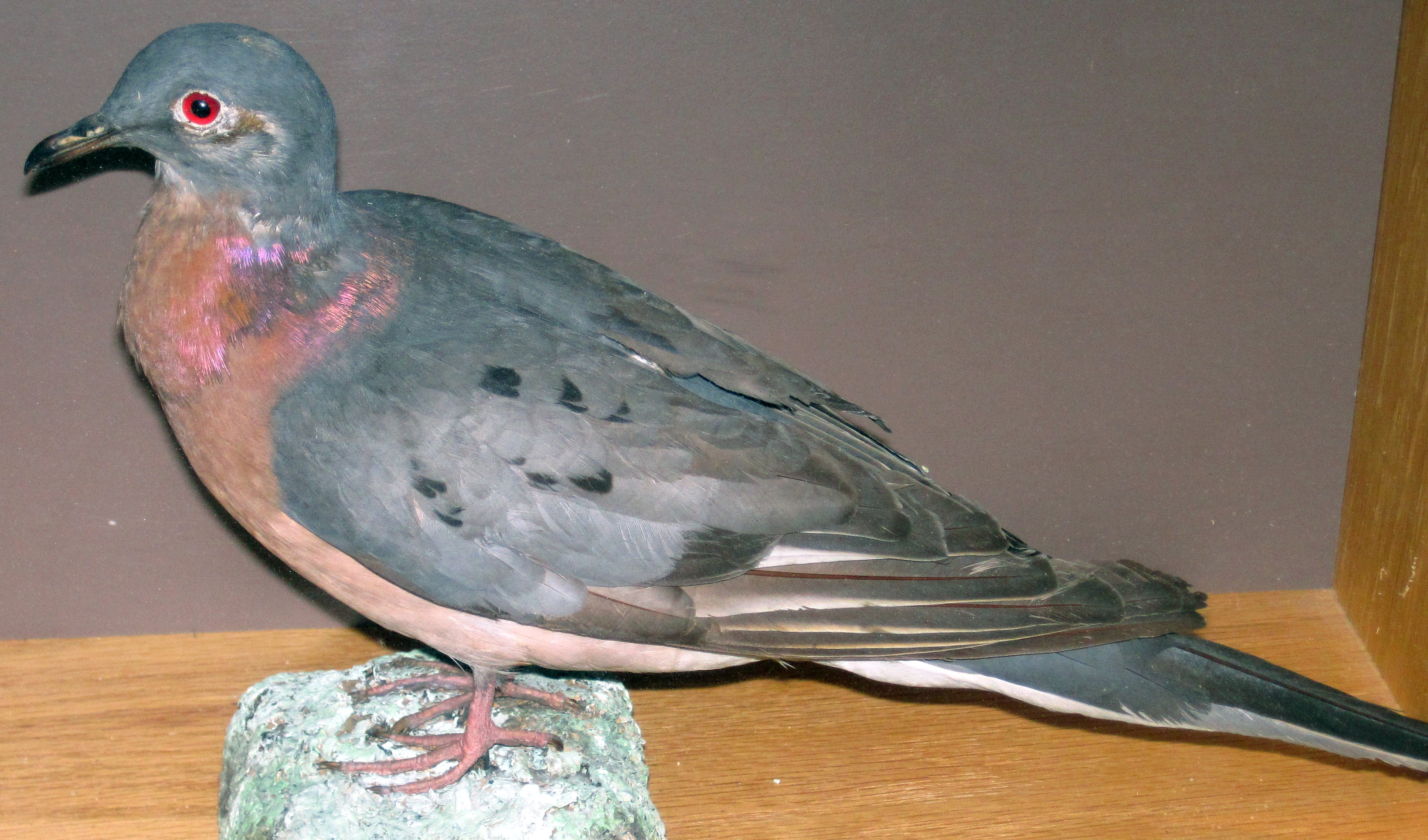
مجسم لذكر الحمام المهاجر

### الأنثى
تكون أنثى الحمام المهاجر أصغر من الذكر بقليل. حيث يتراوح طولها ما بين 380 إلى 400 ملم. حجم جناح الأنثى يتراوح من 180 إلى 210 ملم. والذيل من 150 إلى 200 ملم. والمنقار من 15 إلى 18 ملم. وكان طول الطرس يتراوح من 25 إلى 28. ملم. وتتميز الأنثى بلونها البني الرمادي على الجبهة ، والتاج ، والقفا وحتى الكتفين. والريش على جانبي عنقا أقل تقزحًا من ريش الذكر. يتميز الجزء السفلي من الحلق والصدر بلون رمادي برتقالي يتحول إلى أبيض على غطائيات البطن والجزء السفلي من الذيل. وتتميز باللون البني في الأجزاء العلوية. ولونها بني مصفر شاحب وأقل حمرة من الأجزاء السفلية للذكر. يتشابه ظهرها وذيلها وأجنحتها في الشكل مع الذكر, باستثناء أن الحواف الخارجية للريش الأساسي تكون مصقولة و مصفرة. تتميز أجنحتها بوجود بقع عليها أكثر من الذكر. كما أن ذيلها أقصر من ذيل الذكر. كما تتميز الأرجل والأقدام باللون الأحمراء الشاحب.

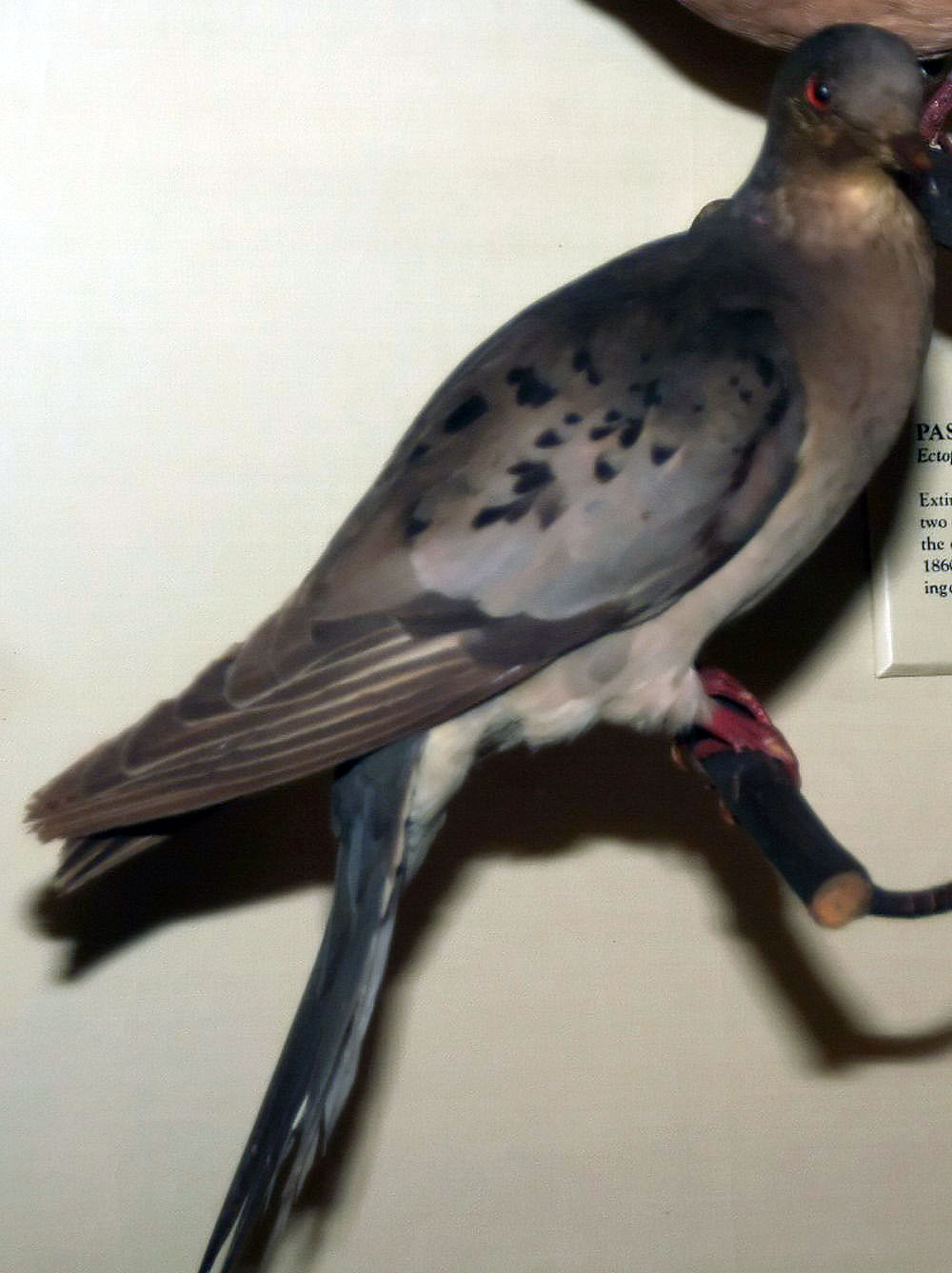
مجسم لأنثى الحمام المهاجر

### الصغار
يكون ريش الجنسين متشابهًا في عامهما الأول. وتتميز الحمامة المهاجرة الصغيرة بالشكل الريش المماثل لريش الأنثى البالغة, لكن بدون وجود أي بقع على الأجنحة. وتتميز باللون الرمادي الداكن البني اللون على الرأس والرقبة والصدر. كما يتميز الريش على الأجنحة بحواف رمادية شاحبة وتعرف بالنصائح البيضاء, مما يمنحها مظهرًا متدرجًا. والثوابت سوداء بنية اللون مع حواف شاحبة. كما يوجد للريش الثلاثي لون أحمر باهت. والانتخابات التمهيدية تتميز بزينة لونها بني محمر. ولا يوجد أي تقزح لريش العنق. وتتميز الأرجل والأقدام بلون أحمر باهت.

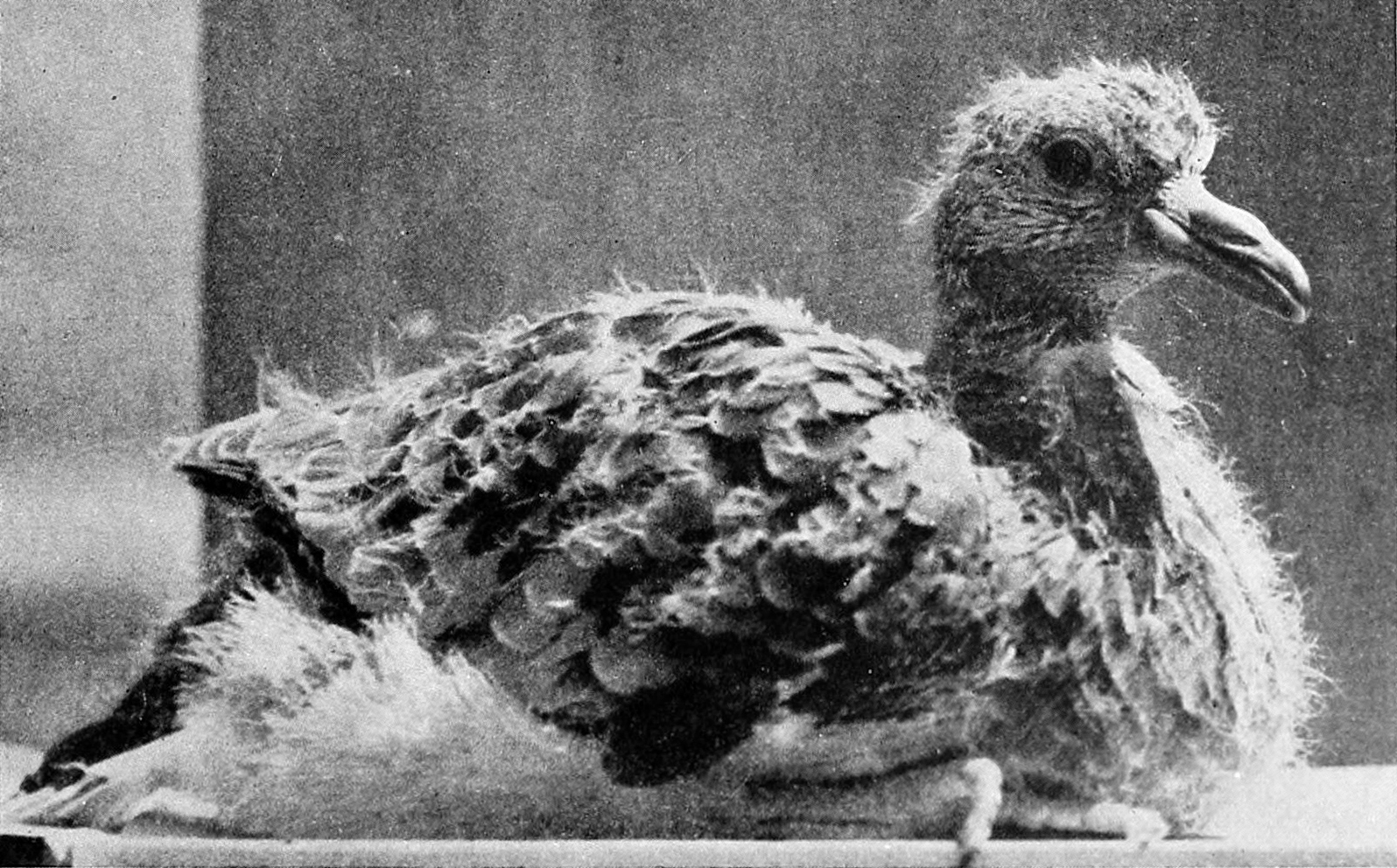
صورة لفرخ الحمام المهاجر

## التسمية
يُترجم اسم الجنس Ectopistes على أنه "يتحرك" أو "يتجول", بينما يشير الاسم المحدد migratorius إلى عادات الهجرة. وبالتالي يمكن ترجمة ذات الحدين الكاملة إلى "الهاجر المهاجر". الاسم الشائع باللغة الإنجليزية "حمام الركاب" مشتق من الكلمة الفرنسية passager ، والتي تعني "المرور" بطريقة عابرة. تم استخدام اسم "الحمام الزاجل" بالتبادل مع "الحمام البري". ويعرف أيضاً ببعض الأسماء الأخرى غير الشائعة كالحمام الأزرق وحمامة ميرن روك والحمامة طويلة الذيل وحمامة الغابة.

## التصنيف
في عام 1758م قام كارل لينيوس بصياغة اسم Columba macroura لحمامة الحداد والحمام المهاجر, حيث اعتبر أن هذين النوعين متطابقين. وفي عام 1827 قام ويليام جون سوينسون بنقل الحمام المهاجر من جنس كولومبا إلى جنس أحادي النمط, بسبب طول الأجنحة وشكل الوتد للذيل.

## الأنتشار
يوجد الحمام المهاجر في أمريكا الشمالية وشرق جبال روكي, وينتشر في المنطقة من السهول الكبرى إلى ساحل المحيط الأطلسي شرقاً. ويوجد في جنوب كندا شمالاً. وشمال نهر المسيسيبي جنوباً. لا يُعرف أي نوع من الأشجار أو التضاريس التي يفضلها الحمام المهاجر, لكنه يعيش في مناطق الغابات الشرقية المتساقطة. ويهاجر باستمرار بحثاً عن المأوى والطعام. يحب الحمام المهاجر قضاء فصل الشتاء في تكساس وساحل الخليج الأمريكي وشمال فلوريدا في المستنقعات التي تحتوي على أشجار الآلدر. وفي حال لم يجد الحمام المهاجر أشجار الآلدر فإنه يفضل البقاء في أشجار الصنوبر.

## النظام الغذائي
يقوم الحمام المهاجر بتغير نظامه الغذائي علي مدار السنة. حيث يأكل البانوت والجوز والكستناء في فصل الشتاء والربيع والخريف. وفي فصل الصيف يحب الحمام المهاجر أكل التوت والفاكهة اللينة كالعنب البري والعنب والكرز والتوت. كما يحب تناول الثمر الحراجي والديدان واليرقات والقواقع واللا فقاريات والملح والحبوب المزروعة خاصة الحنطة السوداء.

## التكاثر

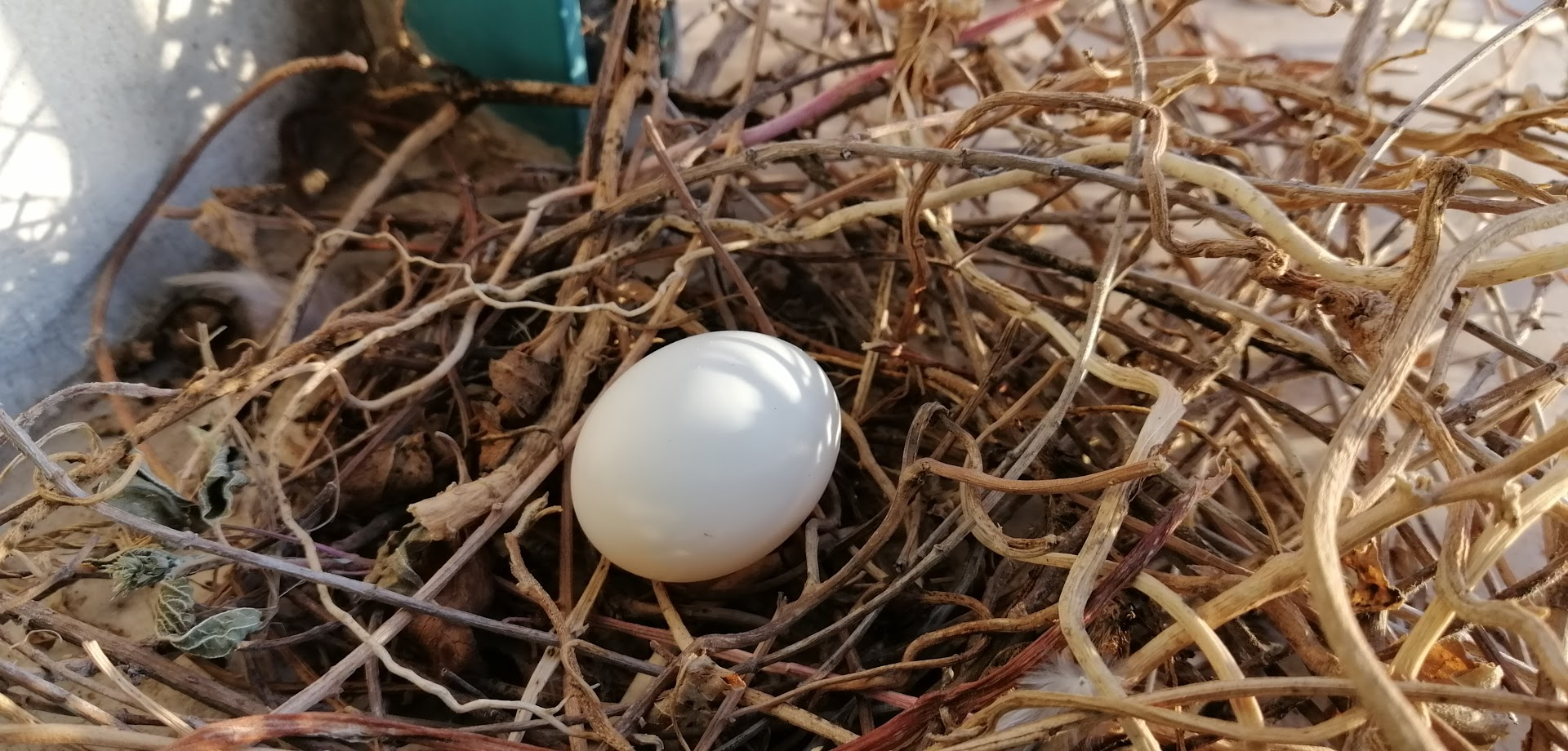
صورة لعش الحمام المهاجر

أحد أسباب هجرة الحمام المهاجر هي العثور على مكان مناسب للتكاثر وتربية الصغار. عادةً ما يتكاثر الحمام المهاجر خلال أواخر شهر مارس أو أبريل أو مايو. قال جون جيمس أودوبون عن تكاثر الحمام المهاجر: 

يقوم الحمام المهاجر بوضع بيضة واحدة في معظم الأحيان. ويتراوح متوسط حجم البيضة الواحدة 40 × 34 مم. في العادة يتم وضع البيض خلال الأسبوعين الأولين من شهر أبريل. تضع كل أنثى بيضتها في العش على الفور عند اكتماله, وإن لم يتم اكتمال العش فإنها تضع البيضة على الأرض. إذا فقدت البويضة فيتم وضع بيضة بديلة في غضون أسبوع. يقوم الوالدان بالإعتناء بالبيضة لمدة تتراوح ما بين 12 إلى 14 يوماً. حيث يحتضنها الذكر من منتصف الصباح حتى منتصف النهار, بينما تحتضنها الأنثى بقية الوقت. عند فقص البيضة يكون فرخ الحمام أعمى ومغطّى بقليل من اللون الأصفر وشكل الشعر إلى أسفل. يكبر الفرخ بسرعة, في غضون 14 يوماً. يعتني الوالدان بالفرخ, حيث يقوم الذكر بالاعتناء به في منتصف النهار, وتقوم الأنثى بالاعتناء به في أوقات أخرى من اليوم. يتغذى الفرخ على حليب المحاصيل (مادة تشبه اللبن الرائب, يتم إنتاجها في محاصيل الطيور الأم) خاصةً في الأيام الأولى له. بعدها يبدأ في تناول طعام البالغين تدريجياً. في عام 1858م قال ألفريد راسل والاس في مقالته التاريخية عن ميل الأنواع لتشكيل أصناف:

## إنقراضه
اعتبر الحمام المهاجر أحد المصادر الرئيسية للغذاء في أمريكا الشمالية. لذا كان يتم إصطياده بكثرة, خاصةً في مناطق التعشيش وفترة التكاثر. وكان يتم اصطياد المئات منهم.

### الهنود الحمر
كان الحمام المهاجر هو ثاني أهم مصدر للغذاء بعد الديك البري بالنسبة للهنود الحمر الذين كانوا يعيشون في جنوب شرق الولايات المتحدة الأمريكية. كانت بعض القبائل من الهنود الحمر تقوم باصطياد الحمام المهاجر. حيث كانوا يقومون بالتحرك من أماكنهم والبقاء في أماكن قريبة من مناطق تعشيش الحمام المهاجر ليتمكنوا من أصطياده. كانوا يقومون باصطياد الصغار وترك البالغين لكي لا يتركوا أماكن تعشيشهم. كانوا يقومون باصطياد الحمام المهاجر في الليل. تم استخدام العصي والحجارة في صيد الحمام المهاجر عندما كان يطير على ارتفاع منخفض. مما اضطر الحمام الرئيسي إلى التنحي جانباً وفي هذه العملية كان يتم خلق كتلة كبيرة من الطيور, فكان يتم القضاء على أعداد كبيرة منهم بسهولة. كما كانوا يستخدمون شباكاً ضخمة يمكنها أصطياد 800 طائر دفعة واحدة.

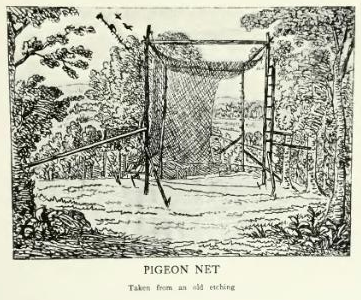
رسم لأحدي الشباك التي أستعملت في صيد الحمام المهاجر

### المستعمرون الأوربيون

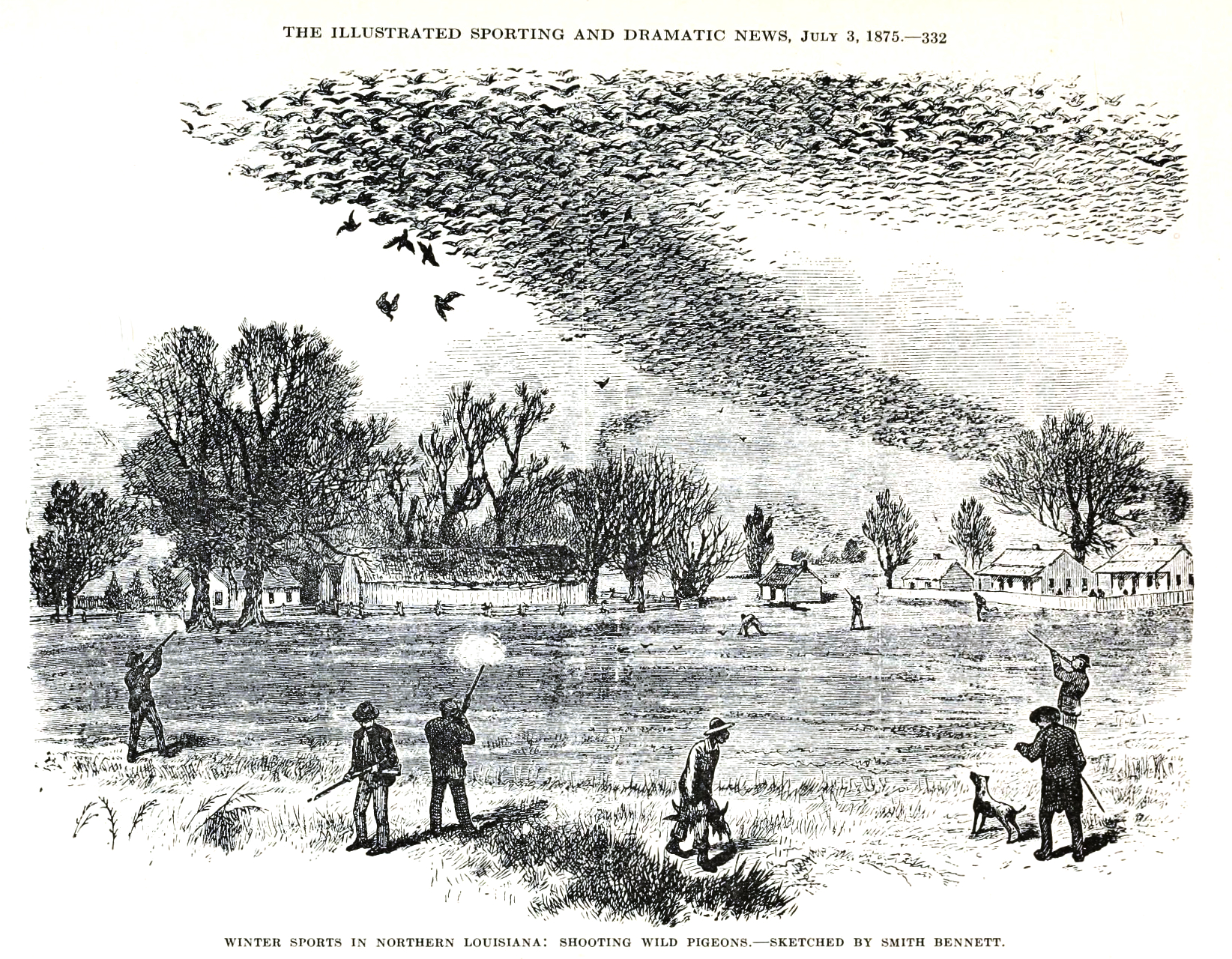
رسم لأصطياد الحمام المهاجر كرياضة

في عام 1565م كتب المستكشف الفرنسي رينيه لودونيير عن مقتل ما يقارب 10000 حمامة مهاجرة حول فورت كارولين في غضون أسابيع:

### بعد الاستعمار
بعد الاستعمار الأوروبي للأمريكيتين, تم اصطياد الحمام المهاجر بشكل مكثف وبأساليب أكثر تعقيدًا من الأساليب السابقة. كان يتم أصطياده أكثر في المناطق الواقعة علي الحدود, وكانت تعتمد عليه بعض الستوطنات كمصدر للغذاء. يختلف طعم الحمام الزاجل بأختلاف طريقة تحضيره. لكن كان يعتبر لحم طيور الحمام المهاجر الصغيرة هو الأفضل من بين كل الأعمار, لذا كان يتم تناولها بكثرة. كان يتم تسمين الحمام المهاجر قبل أكله. كما كان يتم تخزينه لتناوله في فصل الشتاء. في أوائل القرن التاسع عشر بدأ الصيادون التجاريون في أصطياد طيور الحمام المهاجر وإطلاق النار عليها لبيعها كطعام في أسواق المدينة, أو كطعام للخنازير, مما زاد من نسبة صيد الحمام المهاجر. عندما أصبح لحم الحمام المهاجر شائعًا جداً, بدأ يتم أصطياده علي مستوي الصيد التجاري على نطاق واسع. من الصعب قتل حمامة مهاجرة وحدها, لذا كان الصيادون يقومون بأنتظار مرور أسراب من الحمام المهاجر فوقهم. كان يعتبر الحمام المهاجر لعبة يتم اللعب بها, حيث كان يمكن للصياد أن يقوم بإصابة 6 حمامات بطلقة واحدة من بندقيته. كان يتم أصطياده بكثرة أثناء موسم الهجرة عند رحيله أو عند قدومه. في عام 1871م قام بائع ببيع ما يقرب إلي 16 طناً من الرصاص أثنتاء موسم تعشيش الحمام المهاجر.

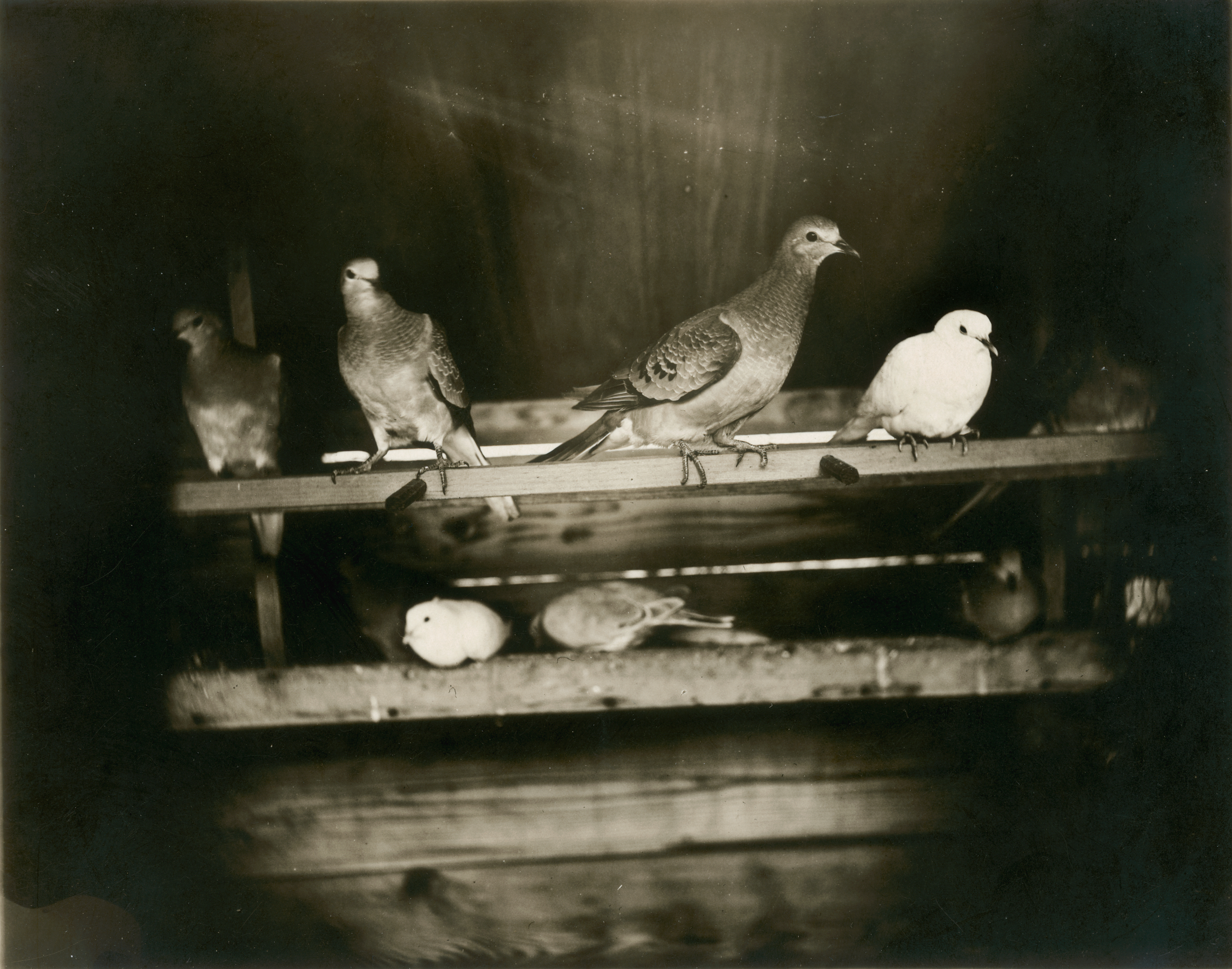
صورة للحمام الذي تم أسره

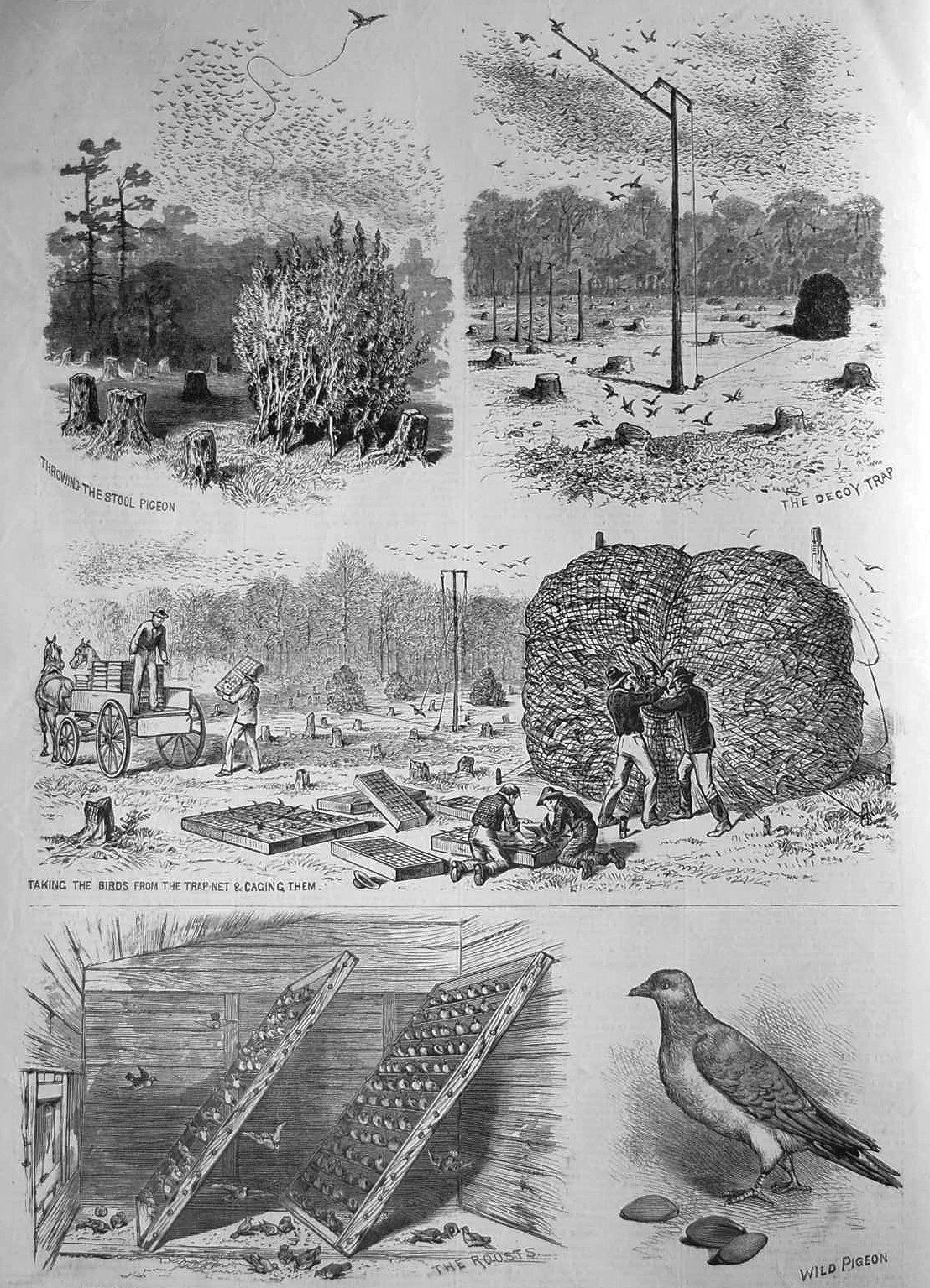
رسم لكيفية أصطياد ونقله ليستخدم في مسابقات الرماية

## موت أخر حمامة مهاجرة
في حديقة حيوان سينسيناتي عاشت حمامة اسمها مارثا, وتوفيت عن عمر يناهز 29 عاماً. وبموتها أنهي الحمام المهاجر من الوجود في سرية تامة وهدوء شديدة. بعد أن كان الحمام المهاجر هو أكثر الحمام وفرةً علي هذا الكوكب. قال عنها جويل جرينبيرج: 